# Chicken Girls
Chicken Girls è una serie web statunitense, con Annie LeBlanc, Hayden Summerall, Hayley LeBlanc, Brooke Butler, Riley Lewis, Indiana Massara, Mads Lewis, Aliyah Moulden, e Rush Holland.

## Trama
La giovane Rhyme McAdams ha un gruppo di amiche conosciute come le Chicken Girls, e insieme danzano. La serie segue le vicende quotidiane di questa ragazze tra amori, amicizie e drammi. Ma nella terza stagione, all'inizio del loro anno scolastico come matricole alla Attaway High School, tutto cambierà.

## Episodi
| Stagione         | Episodi | Pubblicazione |
| ---------------- | ------- | ------------- |
| Prima stagione   | 11      | 2017          |
| Seconda stagione | 11      | 2018          |
| Terza stagione   | 13      | 2018          |
| Quarta stagione  | 11      | 2019          |
| Quinta stagione  | 11      | 2019          |
| Sesta stagione   | 10      | 2020          |
| Settima stagione | TBA     | 2020          |

## Produzione
La serie è prodotta da Brat, un network statunitense che produce contenuti destinati solamente a YouTube. È andata in onda per la prima volta il 5 settembre 2017.
Recentemente il network ha confermato il rinnovo per la settima stagione.

## Distribuzione
La serie è disponibile solamente in streaming su YouTube tramite il canale ufficiale di Brat (Brat TV) gratuitamente. La lingua originale (inglese) è l'unica disponibile, tuttavia sono disponibili i sottotitoli in 12 lingue.

## Film legato alla webserie
Il 28 giugno 2018 Brat ha trasmesso in anteprima a Beverly Hills il film relativo alla serie, Chicken Girls: The Movie e il giorno seguente è stato pubblicato dal network su YouTube. Il film è a cavallo tra la seconda e la terza stagione Dopo due anni dalla pubblicazione conta 28 milioni di visualizzazioni ed è il contenuto di Brat più visto di sempre.